# Baios
I græsk mytologi var Baios Odysseus' styrmand.  Han blev begravet ved en bugt nær Napoli, som blev opkaldt efter ham: Baiae.
| Mytologi | Spire Denne artikel om mytologi er en spire som bør udbygges. Du er velkommen til at hjælpe Wikipedia ved at udvide den. |